# Egyptens parlament
Egyptens parlament (arabiska: البرلمان المصري) är landets bikamerala lagstiftande församling. Under 1971 års författning hade parlamentet befogenhet att stifta lagar, godkänna allmänna statsaffärer samt statsbudgeten och genom misstroendeförklaring avsätta premiärministern och ställa presidenten inför riksrätt.

## Historia
Parlamentarismen i Egypten har sin grund i formandet av hemliga politiska sällskap och folkliga församlingar under 1800-talet. 1907 skapades landets första riktiga parti, Nationalistpartiet, av Mustafa Kamil Pasha (Ej att förväxla med Mustafa Kemal Atatürk). Partipolitiken var dock begränsad, dels av den brittiska ockupationen av landet och dels dess underordnande Osmanska riket. Efter Konungariket Egyptens självständighet 1922 florerade de politiska partierna och ett tvåkammarsystem skapades, men brittisk inblandning i inrikespolitiken och kungahusets grepp om makten begränsade återigen det parlamentariska inflytandet.
Efter avskaffandet av monarkin och grundandet av en egyptisk republik år 1953 inrättades Nationalförsamlingen som landets enkammarparlament. 1958 då landet ingick en politisk union med Syrien som Förenade arabrepubliken utsågs 400 ledamöter från Egypten och 200 ledamöter från Syrien till Nationalförsamlingen.
1961 löstes unionen med Syrien upp. President Nasser hade dessförinnan utfärdat socialistiska lagar som banade väg för att Egyptens nationalförsamling skulle bestå av 350 ledamöter varav hälften skulle vara arbetare och bönder. Detta bekräftades i 1963 års provisoriska konstitution.
1971 trädde en ny författning i kraft som låg till grund för det tvåkammarparlament som existerar än idag, om än med vissa förändringar som resultat av landets nya författning sedan december 2012.

## Sammansättning
Parlamentet består av ett överhus, Shurarådet, och ett underhus, Representanthuset. 
- Shurarådet har 270 ledamöter enligt 2012 års författning varav två tredjedelar är valda och 90 utsedda av presidenten. Ledamöter måste vara över 40 år och mandatperioden är sex år.[1] Förutom politiska partier har kvinnor, koptiska kristna och teologer från det inflytelserika sunnimuslimska al-Azharuniversitetet erhållit enstaka mandat vardera.[2] Överhuset har i regel begränsat inflytande gentemot det folkvalda underhuset.
- Representanthuset ersatte i och med 2012 års författning Egyptiska folkförsamlingen som parlamentets andra kammare men har i stort samma uppgifter och befogenheter. Enligt den gamla författningen utsåg presidenten 10 av de 508 ledamöterna men detta har tagits bort.[1]